# ليام بروس
ليام بروس (بالإنجليزية: Liam Burrows)‏ هو مغني أسترالي، ولد في 22 فبراير 1994 في سنترال كوست في أستراليا.